# Ballspielverein Borussia 09 Dortmund 1986-1987
Questa voce raccoglie le informazioni riguardanti il Ballspielverein Borussia 09 Dortmund nelle competizioni ufficiali della stagione 1986-1987.

## Stagione
Nella stagione 1986-1987 il Borussia Dortmund, allenato da Reinhard Saftig, concluse il campionato di Bundesliga al 4º posto. In Coppa di Germania il Borussia Dortmund fu eliminato al secondo turno dal Borussia M'gladbach.

## Rosa
| N. |                     | Ruolo | Calciatore       |
| -- | ------------------- | ----- | ---------------- |
|    | Germania (bandiera) | P     | Wolfgang de Beer |
|    | Germania (bandiera) | P     | Rolf Meyer       |
|    | Germania (bandiera) | D     | Andreas Hahn     |
|    | Germania (bandiera) | D     | Thomas Helmer    |
|    | Germania (bandiera) | D     | Lothar Huber     |
|    | Germania (bandiera) | D     | Dirk Hupe        |
|    | Germania (bandiera) | D     | Günter Kutowski  |
|    | Germania (bandiera) | D     | Bernd Storck     |
|    | Germania (bandiera) | C     | Ingo Anderbrügge |
|    | Germania (bandiera) | C     | Uli Bittcher     |

| N. |                     | Ruolo | Calciatore       |
| -- | ------------------- | ----- | ---------------- |
|    | Germania (bandiera) | C     | Michael Lusch    |
|    | Germania (bandiera) | C     | Frank Pagelsdorf |
|    | Romania (bandiera)  | C     | Marcel Răducanu  |
|    | Germania (bandiera) | C     | Adrian Spyrka    |
|    | Germania (bandiera) | C     | Michael Zorc     |
|    | Germania (bandiera) | A     | Maurice Banach   |
|    | Germania (bandiera) | A     | Norbert Dickel   |
|    | Turchia (bandiera)  | A     | Erdal Keser      |
|    | Germania (bandiera) | A     | Frank Mill       |
|    | Germania (bandiera) | A     | Daniel Simmes    |

## Organigramma societario
Area tecnica
- Allenatore: Reinhard Saftig
- Allenatore in seconda: Lothar Huber
- Preparatore dei portieri:
- Preparatori atletici:

## Calciomercato

### Sessione estiva
| Acquisti | Acquisti         | Acquisti                     | Acquisti |
| R.       | Nome             | da                           | Modalità |
| -------- | ---------------- | ---------------------------- | -------- |
| A        | Maurice Banach   | Borussia Dortmund (juniores) |          |
| P        | Wolfgang de Beer | Duisburg                     |          |
| A        | Norbert Dickel   | Colonia                      |          |
| D        | Thomas Helmer    | Arminia Bielefeld            |          |
| A        | Erdal Keser      | Galatasaray                  |          |
| A        | Frank Mill       | Borussia M'gladbach          |          |

| Cessioni | Cessioni         | Cessioni         | Cessioni |
| R.       | Nome             | a                | Modalità |
| -------- | ---------------- | ---------------- | -------- |
| A        | Werner Dreßel    | Arminia Hannover |          |
| A        | Horst Hrubesch   | Rot-Weiss Essen  |          |
| P        | Eike Immel       | Stoccarda        |          |
| C        | Tadeusz Krafft   | Rot-Weiss Essen  |          |
| D        | Ralf Loose       | RW Oberhausen    |          |
| C        | Wolfgang Schüler | Blau-Weiß Berlin |          |
| A        | Jürgen Wegmann   | Schalke 04       |          |

### Sessione invernale
| Acquisti | Acquisti | Acquisti | Acquisti |
| R.       | Nome     | da       | Modalità |
| -------- | -------- | -------- | -------- |

| Cessioni | Cessioni | Cessioni | Cessioni |
| R.       | Nome     | a        | Modalità |
| -------- | -------- | -------- | -------- |

## Risultati

### Bundesliga

#### Girone di andata
| Arbitro: | Gabor |

|                           |           |                     |
| Wohlfarth 1’ Matthäus 50’ | Marcatori | 30’ Simmes 70’ Zorc |

| Dortmund 15 agosto 1986, ore 20:00 CEST 2ª giornata | Borussia Dortmund | 0 – 0 referto | Bayer Leverkusen | Westfalenstadion (32 500 spett.)\| Arbitro: \| Scheuerer \| |
| Arbitro:                                            | Scheuerer         |               |                  |                                                             |

| Arbitro: | Bruch |

|                        |           |                |
| Gaudino 52’ Bührer 62’ | Marcatori | 61’ Pagelsdorf |

| Arbitro: | Barnick |

|                                            |           |  |
| Răducanu 25’ Keser 56’ Wójcicki 80’ (aut.) | Marcatori |  |

| Arbitro: | Matheis |

|                       |           |                               |
| Herget 33’ Funkel 46’ | Marcatori | 31’, 35’, 88’ Mill 83’ Dickel |

| Arbitro: | Theobald |

|              |           |                            |
| Răducanu 82’ | Marcatori | 17’ Hartmann 52’ Klinsmann |

| Arbitro: | Brückner |

|                     |           |                |
| Kleppinger 62’, 84’ | Marcatori | 59’ Pagelsdorf |

| Arbitro: | Wittke |

|                                                           |           |  |
| Mill 1’, 15’ Keser 9’ Simmes 30’ Zorc 43’ Dickel 77’, 80’ | Marcatori |  |

| Arbitro: | Jupe |

|                                   |           |                 |
| Mill 15’ Zorc 44’, 72’ Dickel 87’ | Marcatori | 30’ (rig.) Fach |

| Arbitro: | Scheuerer |

|                       |           |  |
| Engels 8’ (rig.), 17’ | Marcatori |  |

| Arbitro: | Gabor |

|               |           |                        |
| Mill 27’, 37’ | Marcatori | 49’ Jambo 67’ Eckstein |

| Arbitro: | Amerell |

|                                       |           |                |
| Okoński 9’, 28’ Jusufi 75’ Balzis 87’ | Marcatori | 4’, 77’ Dickel |

| Arbitro: | Schäfer |

|                           |           |  |
| Dickel 9’ Zorc 55’ (rig.) | Marcatori |  |

| Arbitro: | Kautschor |

|               |           |                       |
| Rahn 38’, 85’ | Marcatori | 12’ Dickel 90’ Storck |

| Arbitro: | Neuner |

|                     |           |           |
| Mill 66’ Dickel 81’ | Marcatori | 9’ Völler |

| Bochum 28 novembre 1986, ore 20:00 CET 16ª giornata | Bochum | 0 – 0 referto | Borussia Dortmund | Ruhrstadion (36 000 spett.)\| Arbitro: \| Wittke \| |
| Arbitro:                                            | Wittke |               |                   |                                                     |

| Arbitro: | Zimmermann |

|           |           |  |
| Keser 77’ | Marcatori |  |

#### Girone di ritorno
| Arbitro: | Wiesel |

|                     |           |                    |
| Dickel 75’ Zorc 90’ | Marcatori | 27’, 33’ Wohlfarth |

| Arbitro: | Pauly |

|                                   |           |                      |
| Götz 49’ Schreier 68’ (rig.), 86’ | Marcatori | 36’ (rig.), 73’ Zorc |

| Arbitro: | Kriegelstein |

|                                                        |           |  |
| Dickel 40’, 66’, 85’ Hupe 49’ Zorc 70’ (rig.) Mill 90’ | Marcatori |  |

| Arbitro: | Boos |

|                       |           |                       |
| Kelsch 2’ Schäfer 69’ | Marcatori | 25’ Zorc 81’ Răducanu |

| Arbitro: | Schmidhuber |

|            |           |            |
| Dickel 56’ | Marcatori | 74’ Herget |

| Arbitro: | Umbach |

|                                |           |  |
| Klinsmann 6’, 52’ Allgöwer 47’ | Marcatori |  |

| Arbitro: | Osmers |

|           |           |  |
| Dickel 8’ | Marcatori |  |

| Arbitro: | Schäfer |

|            |           |            |
| Riedle 26’ | Marcatori | 14’ Dickel |

| Arbitro: | Bruch |

|  |           |                              |
|  | Marcatori | 6’, 44’ Mill 67’, 70’ Dickel |

| Arbitro: | Werner |

|           |           |            |
| Keser 89’ | Marcatori | 52’ Allofs |

| Arbitro: | Wiesel |

|               |           |                                |
| Grahammer 25’ | Marcatori | 75’ Pagelsdorf 82’ (rig.) Zorc |

| Arbitro: | Brückner |

|                                           |           |                                 |
| Zorc 20’ (rig.), 55’ Simmes 56’ Keser 71’ | Marcatori | 16’ (rig.) Kaltz 53’, 64’ Kastl |

| Arbitro: | Heitmann |

|                     |           |                              |
| Schupp 79’ Wolf 86’ | Marcatori | 51’ Dickel 55’ Mill 78’ Zorc |

| Arbitro: | Föckler |

|  |           |                          |
|  | Marcatori | 14’ Hochstätter 32’ Rahn |

| Arbitro: | Tritschler |

|                                                                   |           |  |
| Burgsmüller 7’, 71’ Möhlmann 30’ Ordenewitz 75’ (rig.) Schaaf 86’ | Marcatori |  |

| Arbitro: | Ahlenfelder |

|                          |           |                        |
| Mill 11’, 74’ Banach 76’ | Marcatori | 32’ Schulz 59’ Leifeld |

| Arbitro: | Schmidhuber |

|  |           |                                          |
|  | Marcatori | 60’ Dickel 63’ Anderbrügge 77’, 89’ Mill |

### Coppa di Germania
| Arbitro: | Osmers |

|              |           |                          |
| van Roon 75’ | Marcatori | 23’, 90’ Dickel 34’ Zorc |

| Arbitro: | Werner |

|                                                                    |           |            |
| Bakalorz 8’ Thiele 22’ Rahn 29’ Borowka 31’ Brandts 86’ Dreßen 90’ | Marcatori | 17’ Helmer |

## Statistiche

### Statistiche di squadra
| Competizione      | Punti | In casa | In casa | In casa | In casa | In casa | In casa | In trasferta | In trasferta | In trasferta | In trasferta | In trasferta | In trasferta | Totale | Totale | Totale | Totale | Totale | Totale | DR  |
| Competizione      | Punti | G       | V       | N       | P       | Gf      | Gs      | G            | V            | N            | P            | Gf           | Gs           | G      | V      | N      | P      | Gf     | Gs     | DR  |
| ----------------- | ----- | ------- | ------- | ------- | ------- | ------- | ------- | ------------ | ------------ | ------------ | ------------ | ------------ | ------------ | ------ | ------ | ------ | ------ | ------ | ------ | --- |
| Bundesliga        | 40    | 17      | 10      | 5       | 2       | 40      | 17      | 17           | 5            | 5            | 7            | 30           | 33           | 34     | 15     | 10     | 9      | 70     | 50     | +20 |
| Coppa di Germania | -     | 0       | 0       | 0       | 0       | 0       | 0       | 2            | 1            | 0            | 1            | 4            | 7            | 2      | 1      | 0      | 1      | 4      | 7      | -3  |
| Totale            | 40    | 17      | 10      | 5       | 2       | 40      | 17      | 19           | 6            | 5            | 8            | 34           | 40           | 36     | 16     | 10     | 10     | 74     | 57     | +17 |

### Andamento in campionato
| Giornata  | 1 | 2  | 3  | 4  | 5 | 6  | 7  | 8  | 9 | 10 | 11 | 12 | 13 | 14 | 15 | 16 | 17 | 18 | 19 | 20 | 21 | 22 | 23 | 24 | 25 | 26 | 27 | 28 | 29 | 30 | 31 | 32 | 33 | 34 |
| --------- | - | -- | -- | -- | - | -- | -- | -- | - | -- | -- | -- | -- | -- | -- | -- | -- | -- | -- | -- | -- | -- | -- | -- | -- | -- | -- | -- | -- | -- | -- | -- | -- | -- |
| Luogo     | T | C  | T  | C  | T | C  | T  | C  | C | T  | C  | T  | C  | T  | C  | T  | C  | C  | T  | C  | T  | C  | T  | C  | T  | T  | C  | T  | C  | T  | C  | T  | C  | T  |
| Risultato | N | N  | P  | V  | V | P  | P  | V  | V | P  | N  | P  | V  | N  | V  | N  | V  | N  | P  | V  | N  | N  | P  | V  | N  | V  | N  | V  | V  | V  | P  | P  | V  | V  |
| Posizione | 9 | 10 | 12 | 10 | 7 | 10 | 12 | 10 | 8 | 10 | 10 | 11 | 8  | 8  | 7  | 7  | 7  | 7  | 8  | 7  | 7  | 8  | 9  | 9  | 7  | 6  | 7  | 5  | 3  | 3  | 4  | 6  | 4  | 4  |

Legenda:

Luogo: C = Casa; T = Trasferta. Risultato: V = Vittoria; N = Pareggio; P = Sconfitta.

### Statistiche dei giocatori
| Giocatore      | Bundesliga | Bundesliga | Bundesliga  | Bundesliga | Coppa di Germania | Coppa di Germania | Coppa di Germania | Coppa di Germania | Totale   | Totale | Totale      | Totale     |
| Giocatore      | Presenze   | Reti       | Ammonizioni | Espulsioni | Presenze          | Reti              | Ammonizioni       | Espulsioni        | Presenze | Reti   | Ammonizioni | Espulsioni |
| -------------- | ---------- | ---------- | ----------- | ---------- | ----------------- | ----------------- | ----------------- | ----------------- | -------- | ------ | ----------- | ---------- |
| I. Anderbrügge | 18         | 1          | 0           | 0          | 1                 | 0                 | 0                 | 0                 | 19       | 1      | 0           | 0          |
| M. Banach      | 3          | 1          | 0           | 0          | 0                 | 0                 | 0                 | 0                 | 3        | 1      | 0           | 0          |
| U. Bittcher    | 1          | 0          | 0           | 0          | 0                 | 0                 | 0                 | 0                 | 1        | 0      | 0           | 0          |
| N. Dickel      | 32         | 20         | 2           | 0          | 1                 | 2                 | 1                 | 0                 | 33       | 22     | 3           | 0          |
| A. Hahn        | 1          | 0          | 0           | 0          | 0                 | 0                 | 0                 | 0                 | 1        | 0      | 0           | 0          |
| T. Helmer      | 34         | 0          | 0           | 0          | 2                 | 1                 | 0                 | 0                 | 36       | 1      | 0           | 0          |
| L. Huber       | 0          | 0          | 0           | 0          | 0                 | 0                 | 0                 | 0                 | 0        | 0      | 0           | 0          |
| D. Hupe        | 33         | 1          | 5           | 0          | 2                 | 0                 | 0                 | 0                 | 35       | 1      | 5           | 0          |
| E. Keser       | 24         | 5          | 3           | 0          | 2                 | 0                 | 1                 | 0                 | 26       | 5      | 4           | 0          |
| G. Kutowski    | 32         | 0          | 8           | 0          | 2                 | 0                 | 0                 | 0                 | 34       | 0      | 8           | 0          |
| M. Lusch       | 31         | 0          | 1           | 0          | 2                 | 0                 | 0                 | 0                 | 33       | 0      | 1           | 0          |
| R. Meyer       | 0          | 0          | 0           | 0          | 0                 | 0                 | 0                 | 0                 | 0        | 0      | 0           | 0          |
| F. Mill        | 31         | 17         | 3           | 0          | 1                 | 0                 | 0                 | 0                 | 32       | 17     | 3           | 0          |
| F. Pagelsdorf  | 34         | 3          | 3           | 0          | 2                 | 0                 | 0                 | 0                 | 36       | 3      | 3           | 0          |
| M. Răducanu    | 32         | 3          | 1           | 0          | 1                 | 0                 | 0                 | 0                 | 33       | 3      | 1           | 0          |
| D. Simmes      | 30         | 3          | 0           | 0          | 2                 | 0                 | 1                 | 0                 | 32       | 3      | 1           | 0          |
| A. Spyrka      | 3          | 0          | 0           | 0          | 1                 | 0                 | 0                 | 0                 | 4        | 0      | 0           | 0          |
| B. Storck      | 24         | 1          | 4           | 0          | 2                 | 0                 | 0                 | 0                 | 26       | 1      | 4           | 0          |
| M. Zorc        | 32         | 14         | 7           | 0          | 2                 | 1                 | 0                 | 0                 | 34       | 15     | 7           | 0          |
| W. de Beer     | 34         | 0          | 1           | 0          | 2                 | 0                 | 0                 | 0                 | 36       | 0      | 1           | 0          |